# Sairocarpus multiflorus
Sairocarpus multiflorus är en grobladsväxtart som först beskrevs av Francis Whittier Pennell, och fick sitt nu gällande namn av David A. Sutton. Sairocarpus multiflorus ingår i släktet Sairocarpus och familjen grobladsväxter. Inga underarter finns listade i Catalogue of Life.